# Il nome della rosa (opera)
Il nome della rosa è un'opera lirica di Francesco Filidei su libretto dello stesso Filidei e Stefano Busellato, in collaborazione con Hannah Dübgen e Carlo Pernigotti. Liberamente tratta dall'omonimo romanzo di Umberto Eco, l'opera è stata portata al debutto al Teatro alla Scala nel 2025.

## Genesi dell'opera
Nel 2023 Dominique Meyer ha annunciato che il Teatro alla Scala avrebbe portato al debutto un adattamento operistico del romanzo di Eco, commissionata dal Piermarini e dall'Opéra di Parigi e co-prodotta da entrambi i teatri e dal Teatro Carlo Felice di Genova. L'opera ha avuto la sua prima assoluta il 27 aprile 2025, per la regia di Damiano Michieletto, i costumi di Carla Teti e le scenografie di Paolo Fantin.
Di seguito sono elencati i cantanti lirici interpreti dei personaggi sul palco in tale prima assoluta:
| Personaggio                                | Registro vocale | Interprete della prima (Teatro alla Scala, 27 aprile 2025) Dir. Ingo Metzmacher |
| ------------------------------------------ | --------------- | ------------------------------------------------------------------------------- |
| Guglielmo da Baskerville                   | baritono        | Lucas Meachem                                                                   |
| Adso da Melk                               | mezzosoprano    | Kate Lindsey                                                                    |
| Ragazza del villaggio Statua della Vergine | soprano         | Katrina Galka                                                                   |
| Jorge da Burgos                            | basso           | Gianluca Burrato                                                                |
| Bernardo Gui                               | mezzosoprano    | Daniela Barcellona                                                              |
| Abbone da Fossanova                        | basso           | Fabrizio Beggi                                                                  |
| Salvatore                                  | baritono        | Roberto Frontali                                                                |
| Remigio da Varagine                        | tenore          | Giorgio Berrugi                                                                 |
| Malachia                                   | controtenore    | Owen Willetts                                                                   |
| Severino da Sant'Emmerano                  | tenore          | Paolo Antognetti                                                                |
| Berengario da Arundel Adelmo da Otranto    | controtenore    | Carlo Vistoli                                                                   |
| Venanzio Giovanni Dalbena                  | tenore          | Leonardo Cortellazzi                                                            |
| Girolamo Vescovo di Caffa Cuciniere        | basso           | Adrien Mathonat                                                                 |
| Voce di Adso da anziano                    | Coro            | Coro                                                                            |

## Trama

### Prologo
L'anziano Adso da Melk scrive un resoconto relativo ai fatti accaduti quando, ancora novizio, si era recato col suo maestro Guglielmo da Baskerville presso l'abbazia benedettina presieduta da Abbone da Fossanova per mediare un incontro tra gli uomini di Ludovico il Bavaro e la delegazione papale.

### Atto I
Adso e Guglielmo giungono all'abbazia. Il novizio è affascinato dal portale della chiesa, raffigurante il Giudizio Universale; mentre i due contemplano l'immagine, vengono raggiunti da un monaco deforme di nome Salvatore che parla una strana lingua e grida di continuo "Penitenziagite!"; Guglielmo si insospettisce, poiché questa è un'espressione tipica dei dolciniani, un gruppo eretico. Abbone accoglie i due ospiti e chiede a Guglielmo di aiutarlo a risolvere il caso di Adelmo, un confratello ritrovato in fondo a un burrone; durante l'indagine potranno aggirarsi per l'intera abbazia, a eccezione della rinomata biblioteca, una delle più complete mai esistite.
Nello scriptorium dell'abbazia i due incontrano il bibliotecario Malachia, il suo assistente Berengario da Arundel, il severo monaco cieco Jorge di Burgos e il traduttore Venanzio. Mentre Jorge critica la frivolezza di Adelmo, Venanzio loda l'importanza della risata, a cui lo stesso Aristotele ha dedicato il secondo libro nella sua Poetica; poiché tale libro è andato perduto, Guglielmo sospetta che una copia sopravvissuta possa essere conservata nella biblioteca. Nella notte, Salvatore fa entrare di nascosto nell'abbazia una fanciulla del villaggio, che si offre a Remigio in cambio di cibo; l'incontro è interrotto dall'arrivo di Venanzio, in preda al deliquio; prima che egli cada morto, Berengario gli sottrae un misterioso libro.
Il giorno dopo, mentre Adso è assorto in preghiera davanti a una statua della Vergine, si diffonde la notiza che il corpo di Venanzio è stato trovano in un barile pieno di sangue di maiale. I monaci, terrorizzati, vedono negli omicidi l'avvento dell'Anticristo; Guglielmo nota invece che le dita dei morti sono sporche d'inchiostro, e si rivolge all'erborista Severino per identificarne la provenienza. Sospettando che la biblioteca abbia un ruolo nelle morti dei monaci, Guglielmo decide di introdurvisi nottetempo insieme ad Adso: al suo interno si trova anche Berengario, il quale fugge con il libro sottratto a Venanzio, lasciando cadere un frammento di pergamena con su scritto Secretum Finis Africae. Guglielmo e Adso rimangono intrappolati nella labirintica biblioteca, fino a che non si trovano davanti a uno specchio che fa da porta al Finis Africae; non riuscendo a risolvere l'enigma che lo sblocca, sono costretti a tornare indietro, trovando con molta difficoltà la via d'uscita.
Il giorno dopo Berengario viene ritrovato annegato: Guglielmo nota che anche sulle sue dita è presente dell'inchiostro. Le indagini sono interrotte dall'arrivo della delegazione papale guidata dall'inquisitore Bernardo Gui; nel frattempo Adso torna in biblioteca per scoprire di più su Fra Dolcino, rimanendo turbato dalla sua tragica storia. Uscito, il giovane incontra la fanciulla del villagio che si era intrufolata in cucina e, rimastone ammaliato, consuma con lei un rapporto sessuale.

### Atto II
Adso si risveglia il mattino dopo, e scopre che la donna è scomparsa. Turbato, il novizio confessa a Guglielmo la trasgressione, ma il maestro si dimostra comprensivo. Poco dopo, tuttavia, la fanciulla e Salvatore vengono catturati e accusati di stregoneria da Bernardo Gui, causando il dolore di Adso.
L'incontro tra i bavaresi e i delegati papali ha finalmente luogo, ma presto si scatena una rissa sul tema della povertà di Cristo; nel bel mezzo del litigio Severino chiede a Guglielmo di correre nello scriptorium, dove avrebbe trovato uno strano libro; prima che il francescano possa intervenire, tuttavia, l'erborista viene ucciso da Malachia, che trafuga il volume. Remigio tenta di sottrarglielo, ma Malachia, con uno stratagemma, lo fa cogliere in flagrante dagli inquisitori: Bernardo Gui svela a tutti il passato da dolciniano di Remigio, confessato da Salvatore, spingendolo con l'inganno a dichiararsi colpevole non solo di eresia, ma anche di tutti gli omicidi. Remigio confessa, e Bernardo lo fa condannare al rogo.
Il giorno dopo i monaci si riuniscono per la messa, ormai sicuri che l'assassino sia stato catturato; irrompe però Malachia, che muore in preda al dolore causatogli da un terribile veleno. Abbone scaccia Guglielmo, accusandolo di aver fallito la sua missione; deciso di risolvere il mistero prima della sua partenza, Guglielmo torna nella biblioteca e, grazie a un'intuizione di Adso, riesce a entrare nel Finis Africae. I due incontrano Jorge, che ha intrappolato Abbone in un passaggio segreto per farlo morire asfissiato: il vecchio monaco ammette di aver ucciso i confratelli per evitare che il secondo libro della Poetica di Aristotele, incentrato sull'importanza della risata e della commedia, venisse ritrovato, poiché ritiene che la pubblicazione dell'opera incoraggerebbe i lettori a peccare, distraendoli dalla paura dell'inferno. Il monaco ha quindi avvelenato le pagine del libro, causando la morte di chiunque lo abbia toccato. Messo alle strette da Guglielmo, Jorge strappa le pagine del libro e le divora, avvelenandosi; intanto la sua lanterna cade a terra e causa un incendio che distruggerà l'intera abbazia. Solo Guglielmo e Adso riusciranno a sopravvivere.
L'anziano Adso racconta che, in seguito a questo evento, fu separato da Guglielmo e non lo rivide mai più. Da vecchio, il discepolo sarebbe poi tornato alle rovine dell'abbazia, trovando intatta solo la statua della Vergine; questo lo spinge a ripensare alla misteriosa fanciulla, l'unica donna che abbia mai amato, della quale non potrà mai sapere il nome.